# I’m Taking Off
I’m Taking Off (рус. «Я взлетаю») — второй сольный студийный альбом американского певца и участника группы Backstreet Boys Ника Картера, вышедший в 2011 году.

## История создания и релиз
Работа над альбомом велась в течение восьми лет. Ник пояснил: «Мне нужно было разобраться в себе и понять, какую музыку я хочу показать миру. После окончания первого сольного тура в 2003 году Ник приступил к работе над своим следующим альбомом, но его запись была прервана в 2004 году, когда Backstreet Boys вернулись в студию. Одна из записанных им песен, «Let it go», была позже использована для реалити-шоу «Дом Картеров».
Летом-осенью 2010 года Ник работал в студии, завершая работу над альбомом. Ник является соавтором всех песен на альбоме, вместе с ним работало множество громких имен: Дэн Макала (Backstreet Boys), Тоби Гэд (Бейонсе), Брент Кацл (OneRepublic), Карл Фальк (Гевин ДеГро), Рами Якоб (Селин Дион), Мэтью Джеррард (Джесси МакКартни) and MIDI Mafia (50 Cent) и др.
В июле 2010 года Ник работал в студии вместе со шведским автором песен и продюсером Карлом Фальком и R&B коллективом "«i SQUARE»". Результатом стала песня «Burning Up» — энергичный клубный трек. В конце октября певец написал в Твиттере, что собирается записывать последнюю песню для этого альбома. По словам Ника, альбом «I’m Taking Off» отличается разнообразием. «В нём есть песни о любви, счастье, грустной стороне любви — там есть и танцевальные треки. Вы можете послушать его со своими любимыми или поставить в клубе».
Первый синглом альбома стала песня «Just One Kiss», мелодичная поп-композиция, сходная с творчеством Backstreet Boys. Песня заняла 12 строчку в японском хит-параде. В первую неделю после релиза альбом занял 8 место в хит-параде Японии с продажами в количестве 9 928 экземпляров.
В США «I’m Taking Off» был выпущен 24 мая 2011 года только в цифровом аудио. Альбом занял 14 строчку в поп-чарте iTunes. Также альбом был выпущен в Германии, Австрии и Швейцарии 3 июня 2011 года и в Канаде 9 августа 2011 года. В качестве первого сингла для Канады была выбрана песня «Love Can't Wait» (с англ. — «Любовь не может ждать»), написанная  в соавторстве с канадскими музыкантами. Альбом занимал 2 место в канадском поп-чарте iTunes.

## Список композиций

### Основная версия
| №   | Название                                  | Автор(ы)                                                                                 | Длительность |
| --- | ----------------------------------------- | ---------------------------------------------------------------------------------------- | ------------ |
| 1.  | «Burning Up (feat. Briton "Briddy" Shaw)» | Ник Картер, Карл Фальк, Сэван Котеча, Рами Якоб                                          | 3:38         |
| 2.  | «Not The Other Guy»                       | Ник Картер, Мэтью Джеррард, Tebey                                                        | 2:57         |
| 3.  | «So Far Away»                             | Ник Картер, Дэн Макала, Джейсон Ингрэм                                                   | 3:32         |
| 4.  | «Addicted»                                | Ник Картер, Мэтью Джеррард                                                               | 4:32         |
| 5.  | «Special»                                 | Ник Картер, Дженнифер Карденас, Кевин Ристо, Уэйн Ньюджент, Ламонт Ньюбл, Чарли Гамбетта | 4:04         |
| 6.  | «Falling Down»                            | Ник Картер, Мэтью Джеррард                                                               | 3:59         |
| 7.  | «Just One Kiss»                           | Ник Картер, Дэн Макала, Джейсон Ингрэм                                                   | 3:32         |
| 8.  | «Great Divide»                            | Ник Картер, Тоби Гэд                                                                     | 4:09         |
| 9.  | «Nothing Left To Lose»                    | Ник Картер, Тоби Гэд                                                                     | 4:16         |
| 10. | «Falling In Love Again»                   | Ник Картер, Дженнифер Карденас, Брент Кацл, Ноэль Дзанканелла                            | 3:34         |
| 11. | «I’m Taking Off»                          | Ник Картер, Мэтью Джеррард                                                               | 3:58         |

| №   | Название          | Автор(ы)                      | Длительность |
| --- | ----------------- | ----------------------------- | ------------ |
| 12. | «Love Can't Wait» | Ник Картер, Тебей, Шон Дезман | 3:46         |

| №   | Название        | Автор(ы)                                | Длительность |
| --- | --------------- | --------------------------------------- | ------------ |
| 12. | «Coma»          | Данте Томас, Маркус Брош                | 3:29         |
| 13. | «Beautiful Lie» | Ник Картер, Дженнифер Пэйдж, Карл Фальк | 3:22         |

| №   | Название              | Автор(ы)                          | Длительность |
| --- | --------------------- | --------------------------------- | ------------ |
| 12. | «Jewel in Our Hearts» | Нориюки Макихара, Мотояма Киёхару | 5:03         |

### Ограниченное издание
Ограниченное издание было выпущено в Японии параллельно основной версии альбома. Помимо CD, содержащего в том числе и японский бонусный трек «Jewel in Our Hearts», к изданию прилагается DVD с музыкальным видео на первый сингл, документальным фильмом о работе над альбомом и обращение к японским поклонникам.
| №  | Название                  | Длительность |
| -- | ------------------------- | ------------ |
| 1. | «Just One Kiss»           | 3:46         |
| 2. | «Countdown To Taking Off» | 4:04         |
| 3. | «Message»                 |              |

### Подарочное изданиеiTunes
Подарочное издание было выпущено интернет-магазином iTunes Store в США параллельно основной версии альбома. Данное издание содержит содержит 2 бонус-трека, музыкальное видео на первый сингл и документальный фильм о работе над альбомом.
| №   | Название                                  | Автор(ы)                               | Длительность |
| --- | ----------------------------------------- | -------------------------------------- | ------------ |
| 12. | «Remember»                                | Ник Картер, Карл Фальк, София Тоуфа    | 3:43         |
| 13. | «Just One Kiss» (Dezzo & Tenenbaum Remix) | Ник Картер, Дэн Макала, Джейсон Ингрэм | 6:48         |
| 14. | «Just One Kiss (видео)»                   |                                        | 3:46         |
| 15. | «Countdown to I'm Taking Off (видео)»     |                                        | 4:04         |

## Синглы

### «Just One Kiss»
Первый сингл «Just One Kiss» (с англ. — «Только один поцелуй») появился в эфире японских радиостанций 28 ноября. «Just One Kiss» — мелодичная поп-композиция, повествующая о заканчивающихся отношениях. Картер объясняет: «Это о человеке, доведенном до отчаяния. Он хочет исправить ошибки, которые они допустили». По мнению Кевина Апаса из Directlyrics, песня «приятная, но ооооочень скучная». Музыкальное видео было снято в конце 2010 года. Режиссёром стал Дэнни Рэв. Видео состоит из кадров певца, исполняющего песню во время прогулки по берегу моря. Сингл занял 12 место в японском чарте.
Японская версия «Just One Kiss» была выпущена 28 января 2011 года. 5 апреля песня была выпущена в США в цифровом варианте. 29 апреля сингл был выпущен в Германии, Австрии и Швейцарии в цифровом виде и на физическом носителе.
| №  | Название              | Автор(ы)                               | Длительность |
| -- | --------------------- | -------------------------------------- | ------------ |
| 1. | «Just One Kiss»       | Ник Картер, Дэн Макала, Джейсон Ингрэм | 3:32         |
| 2. | «Jewel in Our Hearts» | Нориюки Макихара, Мотояма Киёхару      | 5:03         |

| №  | Название                           | Длительность |
| -- | ---------------------------------- | ------------ |
| 1. | «Just One Kiss (Radio Edit)»       | 3:34         |
| 2. | «Just One Kiss (Clubmix)»          | 6:49         |
| 3. | «Just One Kiss (Clubmix Radiocut)» | 3:46         |

| №  | Название                           | Длительность |
| -- | ---------------------------------- | ------------ |
| 1. | «Just One Kiss (Radio Edit)»       | 3:34         |
| 2. | «Just One Kiss (Clubmix)»          | 6:49         |
| 3. | «Just One Kiss (Clubmix Radiocut)» | 3:46         |
| 4. | «Just One Kiss (Music Video)»      |              |

### «Love Can't Wait»
Для канадской версии альбома был выпущен сингл под названием «Love Can't Wait» (с англ. — «Любовь не может ждать»). Он был записан в Нашвилле  вместе с канадскими музыкантами Шоном Дезманом и Тебеем в сентябре 2010 года. Ник познакомился с Шоном, когда тот выступал на разогреве у Backstreet Boys. Это танцевальный поп-трек, наполненный семплами. Сингл выпущен в цифровом аудио и не содержит дополнительных треков. Его релиз состоялся 21 июня 2011 года.
В перерыве между концертами «NKOTBSB Tour» Ник снял музыкальное видео на «Love Can't Wait». Съемки состоялись в Лос-Анджелесе 5 июля 2011 года. Режиссёром стал Джером Круин ("Rome"). Видео состоит из кадров певца и девушки, отдельно прогуливающихся по городу, позже они встречаются на вечеринке. В роли приятеля Ника на вечеринке снялся один из соавторов песни, канадский поп/R&B певец  Шон Дезман. Также в видео присутствуют кадры, снятые в украшенном разноцветными люминесцентными лампами помещении. Премьера видео состоялась на программе «New.Music.Live.» музыкального канала MuchMusic в день выхода альбома в Канаде. 16 августа видео было выпущено в iTunes Store.

## Хит-парады
| Чарт                          | Высшая позиция | Примечание |
| ----------------------------- | -------------- | ---------- |
| Германия                      | 46             | [ 19 ]     |
| Канада                        | 12             | [ 20 ]     |
| Япония                        | 8              | [ 8 ]      |
| Billboard Top Albums (Япония) | 10             | [ 21 ]     |
| Western Chart (Япония)        | 4              | [ 22 ]     |

Синглы
| Сингл                                           | Чарт | Высшая позиция | Примечание |
| ----------------------------------------------- | ---- | -------------- | ---------- |
| Just One Kiss                                   |      |                |            |
| Billboard Hot 100 (Япония)                      | 12   | [ 7 ]          |            |
| Billboard Adult Contemporary Airplay (Япония)   | 5    | [ 23 ]         |            |
| Billboard Hot Top Airplay (Япония)              | 7    | [ 24 ]         |            |
| Billboard Digital and Airplay Overseas (Япония) | 2    | [ 25 ]         |            |
| Австрия                                         | 55   | [ 26 ]         |            |
| Германия                                        | 75   | [ 26 ]         |            |
| Токио Hot 100                                   | 84   | [ 27 ]         |            |

## Даты выпуска
| Релиз     | Дата выпуска   |
| --------- | -------------- |
| Япония    | 2 февраля 2011 |
| США       | 24 мая 2011    |
| Австрия   | 3 июня 2011    |
| Германия  | 3 июня 2011    |
| Швейцария | 3 июня 2011    |
| Канада    | 9 августа 2011 |